# Horné Mýto
Horné Mýto (en hongrois : Felsővámos) est un village de Slovaquie situé dans la région de Trnava.

## Histoire
Première mention écrite du village en 1405.

## Démographie

### Évolution de la population
| Année:               | 1994. | 2004.   | 2014.   | 2024.   |
| -------------------- | ----- | ------- | ------- | ------- |
| Nombre de personnes: | 945   | 977     | 959     | 925     |
| Différence:          |       | +3,38 % | -1,84 % | -3,54 % |

| Année:               | 2023. | 2024.   |
| -------------------- | ----- | ------- |
| Nombre de personnes: | 908   | 925     |
| Différence:          |       | +1,87 % |

Lors du recensement de 2001, le village comptait 969 habitants, dont 97 % de Magyars et 2 % de Slovaques. Le catholicisme est la religion dominante du village (96 %). (Ils sont plus d'un millier en 2013)